# Elección complementaria de Chile de 1949
El domingo 26 de junio de 1949 se realizó una elección parlamentaria complementaria para llenar la vacancia de un senador en la Quinta Agrupación Provincial (O'Higgins y Colchagua), en la zona central de Chile, luego del fallecimiento del senador Miguel Cruchaga Tocornal (Partido Conservador) el 3 de mayo.
Fue la primera elección de un parlamentario en la que podían votar las mujeres, luego de la promulgación de la Ley 9292 el 8 de enero de 1949 que amplió el derecho a voto a las elecciones parlamentarias y presidenciales, ya que anteriormente solo se permitía para las elecciones de regidores. La elección complementaria también fue uno de los eventos que produjo el quiebre del Partido Conservador en 2 facciones: una tradicionalista y otra socialcristiana.

## Candidatos y campaña
El 9 de mayo de 1949 el Partido Conservador Social Cristiano (PCSC), uno de los sectores en que se había dividido el Partido Conservador tras la votación de la Ley de Defensa Permanente de la Democracia, rechazó unificarse con el Partido Conservador Tradicionalista (PCT). Al día siguiente el PCSC proclamó como candidato a Alberto Echenique Domínguez, quien renunció a dicha postulación en los días siguientes.
El 11 de mayo fue promulgado el decreto que convocó a la elección extraordinaria para el día 26 de junio de 1949. El 14 de mayo el PCT proclamó como su candidato a Sergio Fernández Larraín, y al día siguiente se produce el quiebre definitivo del Partido Conservador, cuando la junta directiva socialcristiana (encabezada por Horacio Walker Larraín) acordó borrar de sus registros a los miembros de la directiva tradicionalista y sus parlamentarios.
El 17 de mayo de 1949 el PCSC acordó nominar como candidato a Francisco Javier Labbé Labbé, mientras que el Partido Liberal acordó apoyar la candidatura de Fernández (PCT). El 30 de mayo el Comité Ejecutivo Nacional del Partido Radical (PR) acordó decretar libertad de acción para sus militantes en la elección complementaria.
La candidatura de Fernández fue inscrita en la Dirección del Registro Electoral el 10 de junio.

## Resultados
Los resultados de la elección parlamentaria son los siguientes:
|  | 59.9 % |

|  | 40.1 % |

El resultado a nivel de comuna fue el siguiente:
|                        |        |        |    |    |
| Provincia de O'Higgins |        |        |    |    |
| Rancagua               | 1603   | 3003   | 0  | 0  |
| Machalí                | 771    | 1381   | 23 | 0  |
| Graneros               | 1071   | 966    | 0  | 0  |
| Mostazal               | 492    | 227    | 0  | 0  |
| Doñihue                | 747    | 200    | 0  | 0  |
| Coltauco               | 285    | 264    | 0  | 0  |
| Peumo                  | 799    | 344    | 0  | 5  |
| Las Cabras             | 573    | 321    | 0  | 4  |
| San Vicente            | 1907   | 996    | 0  | 0  |
| Pichidegua             | 712    | 309    | 0  | 0  |
| Rengo                  | 1158   | 1587   | 3  | 27 |
| Requinoa               | 621    | 234    | 4  | 5  |
| Olivar                 | 266    | 153    | 2  | 0  |
| Malloa                 | 696    | 524    | 0  | 8  |
| Coinco                 | 540    | 151    | 0  | 0  |
| Quinta de Tilcoco      | 312    | 461    | 0  | 0  |
| Total                  | 12 553 | 11 121 | 35 | 59 |
| Provincia de Colchagua |        |        |    |    |
| Santa Cruz             | 1119   | 459    | 0  | 3  |
| Palmilla               | 957    | 195    | 0  | 0  |
| Peralillo              | 615    | 236    | 0  | 0  |
| Marchigüe              | 290    | 227    | 2  | 1  |
| Rosario                | 237    | 60     | 0  | 0  |
| Pichilemu              | 523    | 216    | 4  | 10 |
| Pumanque               | 405    | 62     | 0  | 0  |
| Chépica                | 641    | 184    | 0  | 0  |
| Paredones              | 220    | 36     | 1  | 0  |
| La Estrella            | 382    | 113    | 0  | 0  |
| San Fernando           | 2184   | 1341   | 12 | 34 |
| Chimbarongo            | 1050   | 575    | 0  | 0  |
| Nancagua               | 871    | 299    | 0  | 0  |
| Placilla               | 662    | 78     | 0  | 0  |
| Total                  | 10 156 | 4081   | 19 | 48 |
| Fuente: La Nación.     |        |        |    |    |

## Reacciones
El ministro del Interior, Immanuel Holger, señaló que la elección se desarrolló con total tranquilidad; en la agrupación provincial estaban inscritos para votar 49 214 hombres y mujeres. El candidato triunfador, Sergio Fernández Larraín, señaló que con el resultado «fue derrotado el comunismo».
Fernández se incorporó al Senado el 2 de agosto de 1949, luego de que el Tribunal Calificador de Elecciones lo proclamara oficialmente como senador electo.